# 相模三浦氏
相模三浦氏（さがみみうらし）は、中世に活躍した武家の一族で三浦氏宗家滅亡後に相模国三浦郡に拠って勢力を伸ばした。

## 概要
鎌倉時代の宝治元年（1247年）に勃発した宝治合戦で、執権北条氏に御家人三浦氏一族は滅ぼされた。その後、三浦氏傍流である佐原氏出身の三浦盛時により家が再興され、執権北条氏の御内人として活動した。
元弘年間、足利尊氏が鎌倉幕府に対し兵を挙げる（元弘の乱）と、時の三浦氏当主三浦時継は子・高継と共に足利方について戦う。鎌倉幕府が滅び、建武政権が成立した後は、時継は相模国・武蔵国などの地頭となった。その後、時継は中先代の乱（建武2年（1335年））において北条方について処刑された。子の高継は尊氏の下に残り、中先代の乱鎮圧後も尊氏に付き従って箱根・竹ノ下の戦いや多々良浜の戦い（建武3年（1336年））で戦功を上げた。
南北朝の分裂以降は関東においても地域を二分する争いが頻発し、混沌とした時代となった。その中で高継・高通父子は、南朝方の北畠顕家の軍勢によって鎌倉を追われた尊氏の子義詮を保護する（延元3年（1338年））など基本的に北朝方について活動し、一連の戦功によって相模国守護に任じられる。だが、高通は観応の擾乱（観応2年（1351年））において直義方に属し、更に直義が滅ぼされた後も新田氏らと結んで鎌倉府を脅かした（武蔵野合戦）。そのため、翌年鎌倉を奪回した尊氏は高通から相模守護職を剥奪したうえで追放した。これにより三浦氏は一旦没落するものの、尊氏没後の貞治3年（1363年）に鎌倉公方足利基氏によって直義方の重鎮であった上杉憲顕が赦免されると、高通も赦されて再び相模国の守護に任じられた。高通の後は子の高連が継ぎ、天授3年（1377年）から応永9年（1402年）までの25年間にわたり相模守護を務めている。
しかし室町時代中期、高連の子にあたる三浦高明の代に上杉禅秀の乱（応永23年（1416年））に加担した事を理由に鎌倉公方足利持氏により相模守護職を奪われた。三浦氏一族はこれを深く恨み、永享10年（1438年）に永享の乱が勃発すると、高明の子時高（義高）は持氏を裏切って鎌倉府を攻め滅ぼし、新しく守護となった扇谷上杉氏の勢力下に入った。
その後の享徳の乱に始まる関東の争乱では、時高は扇谷上杉家の重臣として活躍し、三浦郡・鎌倉郡などを支配し相模国内に大きく勢力を拡げた。
時高は長らく嗣子に恵まれず、主君である扇谷上杉持朝の次男・高救を養子としていた。しかし、後年実子高教が誕生すると高救やその子三浦義同と対立し、やがて両者を追放した。明応3年（1494年）9月23日、時高・高教父子は大森氏の支援を受けた高救・義同に居城新井城を攻められて滅亡し、義同が三浦氏の家督を奪った（異説として時高が高教に家督を継がせて病死した後、高教が若年の当主であったことに追放されていた義同らが付け込み、三浦氏の家督を奪ったとも）。
晴れて三浦氏の当主となった義同は関係が悪化していた扇谷上杉朝良と和睦し、伊豆から日の出の勢いにあった伊勢宗瑞（後の北条早雲）に対抗する。宗瑞が扇谷上杉家の重臣・大森氏を小田原城から追放するという事件を起こすと、義同は大森氏を保護して宗瑞と戦うが、宗瑞の提案によって伊勢－扇谷上杉の間に和解が成立すると、義同も一旦は宗瑞と和睦する。しかし立河原の戦い（永正元年（1504年））以降、宗瑞と朝良は再び対立を起こし、朝良の傘下にあった義同も必然的に宗瑞と争うようになった。
永正10年（1513年）、宗瑞は遂に三浦氏を討つべく大軍を以って攻勢を仕掛けた。これに対して三浦軍は防戦するも住吉城・岡崎城が相次いで陥落するなど奮わず、さらには頼みの綱であった扇谷上杉家の援軍も悉く伊勢軍に遮られ、徐々に新井城に追い詰められていった。そして永正13年（1516年）、三年間の長期にわたる籠城戦の末に義同は自刃、子の三浦義意は戦死した。これによって相模三浦氏は滅亡し、相模は宗瑞により平定された。
なお、安房里見氏重臣・正木通綱を時高あるいは義同の遺児とする説があるが、近年では別の三浦氏庶流の出身であるとも言われている。　
三浦浄心の子孫は、後北条氏滅亡後、武士から百姓の身分とされたが、江戸で150年以上浪人を続けて旗本衆と交友・縁戚関係を築き、延享2年(1745年)に嫡孫の三浦義周が徳川重好の外祖父となったことにより、幕臣に取り立てられた。義如、義和、義韶と続いた（詳細は三浦浄心#子孫を参照）。

## 歴代当主
1. 三浦盛時
2. 三浦頼盛
3. 三浦時明
4. 三浦時継
5. 三浦高継
6. 三浦高通
7. 三浦高連
8. 三浦高明
9. 三浦時高
  - 三浦高教
10. 三浦高救（扇谷上杉氏出身）
11. 三浦義同
12. 三浦義意

## 関連史料
- 鎌倉幕府『吾妻鏡』
- 上杉孝良『改訂　三浦一族-    その興亡の歴史-』
- 横須賀市『横須賀市史』『新横須賀市史』
- 三浦一族研究会『三浦一族資料集』
- 三浦浄心『北条五代記』
- 『相州兵乱記』